# Hungersteine bei Westerhüsen

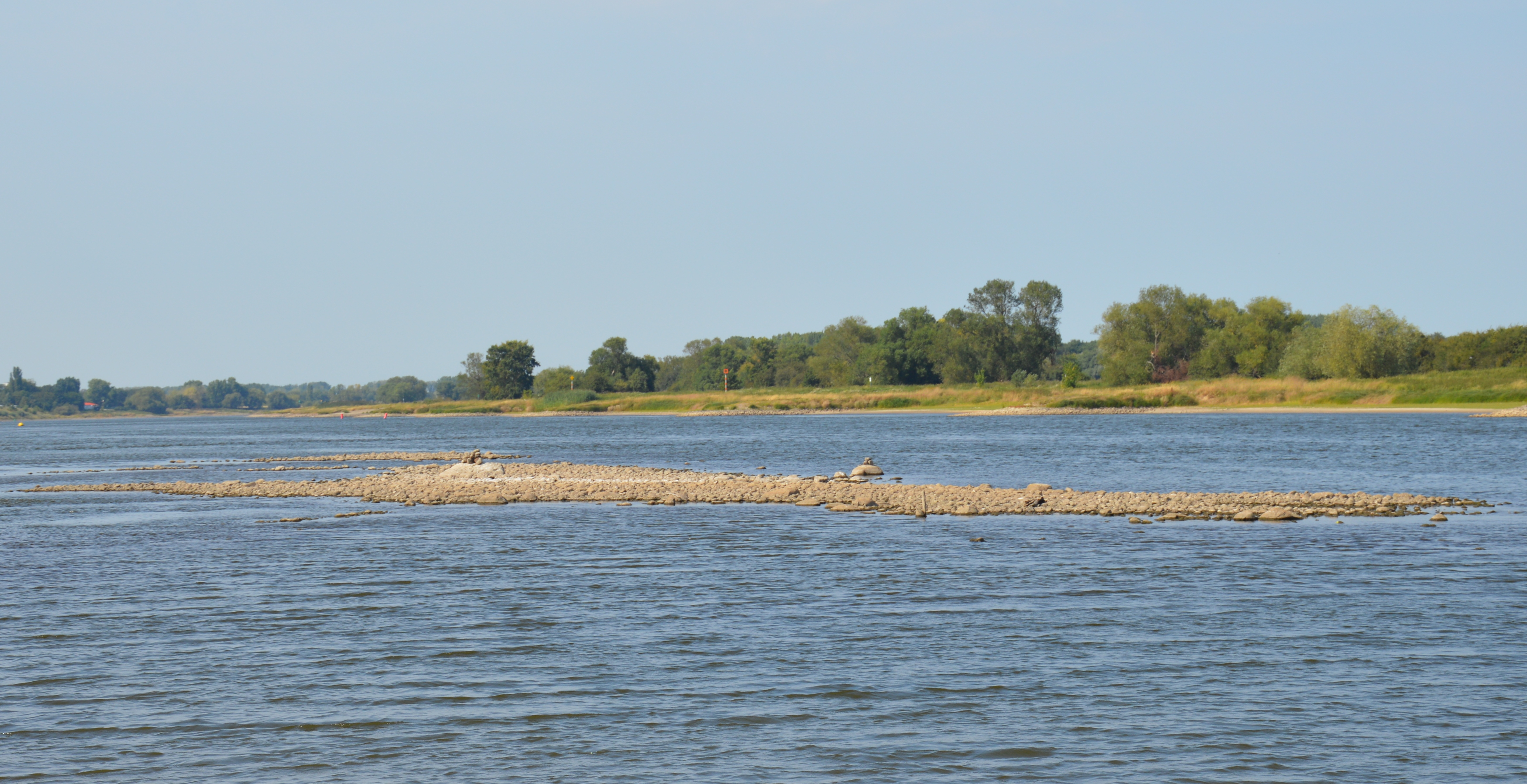
Blick von Südwesten auf die Hungersteine bei Niedrigwasser im August 2015

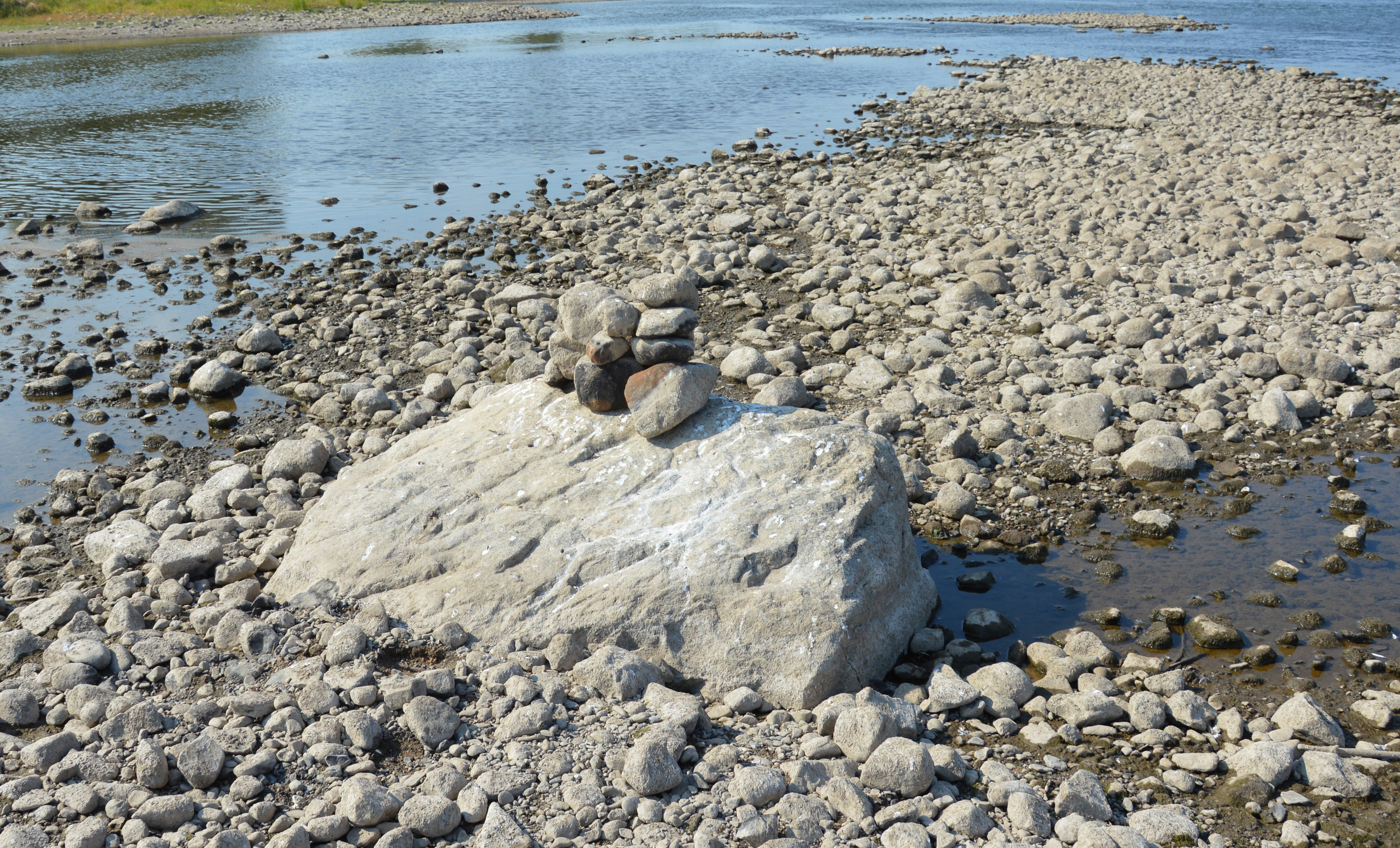
Findling auf den Hungersteinen

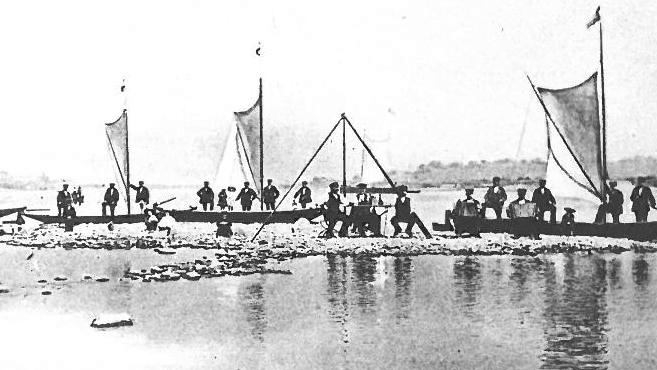
Hungersteine bei Westerhüsen im Jahr 1904

Die Hungersteine bei Westerhüsen sind eine Gesteinsformation am Grund der Elbe vor dem Magdeburger Stadtteil Westerhüsen.
Die Hungersteine liegen nur bei extremem Niedrigwasser der Elbe oberhalb des Wasserspiegels. Sie ziehen sich langgestreckt parallel am linken Elbufer entlang. Je nach Wasserstand kann der oberhalb des Wasserspiegels liegende Teil eine Länge von etwa 100 Metern bei einer Breite von etwa 10 Metern erreichen. Zentral innerhalb der bei Niedrigwasser als Insel in der Elbe liegenden Hungersteine befindet sich ein größerer Findling.
Der auch andernorts für solche Steine gebräuchliche Name „Hungersteine“ verweist auf die mit der Erscheinung üblicherweise einhergehende starke Dürre, die auch zu großen Ernteausfällen führen kann. 
Das Hervortreten der Hungersteine bei Westerhüsen ist zumindest für das Jahr 1904 dokumentiert. Im Bereich um die Hungersteine soll die Tiefe der Elbe nur 10 cm betragen haben. In jüngerer Zeit traten die Hungersteine im August 2015, im Juli 2018 sowie im Jahr 2019 deutlich hervor.
Für die Schifffahrt wurden mehrfach problematische Steine bei Westerhüsen erwähnt, die möglicherweise im Zusammenhang mit den Hungersteinen standen. So fuhr im Oktober 1852 ein Schiff auf einen Stein bei Westerhüsen. Das Boot schlug Leck und sämtliche Güter gerieten ins Wasser.